# USS Kendrick (DD-612)
USS Kendrick (DD-612) là một tàu khu trục thuộc lớp Benson của Hải quân Hoa Kỳ đã phục vụ trong suốt Chiến tranh Thế giới thứ hai. Nó là chiếc tàu chiến duy nhất của Hải quân Hoa Kỳ được đặt tên theo Charles S. Kendrick (1817-1863), một sĩ quan hải quân từng tham gia cuộc Nội chiến Hoa Kỳ.

## Thiết kế và chế tạo
Kendrick được đặt lườn tại chi nhánh đảo Terminal của hãng Bethlehem Steel Corporation ở San Pedro, California vào ngày 1 tháng 5 năm 1941. Nó được hạ thủy vào ngày 2 tháng 4 năm 1942; được đỡ đầu bởi bà J. Hanson Delvac, chắt của Kendrick, và được cho nhập biên chế vào ngày 12 tháng 9 năm 1942 dưới quyền chỉ huy của Hạm trưởng, Thiếu tá Hải quân C. T. Caufield.

## Lịch sử hoạt động

### 1942-1943
Sau khi hoàn tất chạy thử máy dọc theo vùng bờ Tây, Kendrick rời San Diego, California vào ngày 11 tháng 12 năm 1942 và đi đến Casco Bay, Maine vào ngày 28 tháng 12 để thực hành tuần tra chống tàu ngầm. Chiếc tàu khu trục sau đó lên đường đi New York để tham gia Đoàn tàu Vận tải UG-S-4, và lên đường vào ngày 13 tháng 1 năm 1943 để đi Casablanca. Nó quay trở về New York vào ngày 13 tháng 2 cùng một đoàn tàu vận tải khác, trước khi làm nhiệm vụ tuần tra, hộ tống và huấn luyện tại khu vực giữa Norfolk, Virginia và Newfoundland. Nó rời New York vào ngày 28 tháng 4 cho một chuyến đi khứ hồi đến Oran, Algeria, và quay trở về New York vào ngày 8 tháng 6.
Ba ngày sau, Kendrick lại lên đường đi sang Địa Trung Hải cùng Lực lượng Đặc nhiệm 85 dưới quyền Chuẩn đô đốc Alan G. Kirk, với nhiệm vụ vận chuyển Sư đoàn 45 Bộ binh dưới quyền Thiếu tướng Troy Middleton. Nó đi đến Oran, điểm tập trung của lực lượng dự định tấn công lên Sicily, vào ngày 22 tháng 6. Nó lên đường vào ngày 5 tháng 7, đi đến ngoài khơi các bãi đổ bộ tại Scoglitti bốn ngày sau đó, bảo vệ cho các tàu vận chuyển và tàu đổ bộ cho đến ngày 12 tháng 7, rồi di chuyển trong thành phần hộ tống một đoàn tàu chuyển quân đi ngang qua Oran để đến NewYork, đến nơi vào ngày 4 tháng 8.
Kendrick quay trở lại Oran vào ngày 2 tháng 9. Đêm hôm đó, một máy bay ném bom-ngư lôi Heinkel He 111 của Đức thực hiện một cú tấn công bất ngờ từ phía đuôi mạn phải chiếc tàu khu trục. Kẻ tấn công lẻn vào ở độ cao 50 ft (15 m) bên trên mặt nước và phóng hai quả ngư lôi trước khi bị các khẩu pháo phòng không bắn rơi. Một trong các quả ngư lôi đã đánh trúng đuôi con tàu, làm hỏng bánh lái, phòng lái và phần đuôi tàu, khiến một người thiệt mạng. Trên đường quay trở lại Oran, nó ném phao cấp cứu cho đội bay chiếc máy bay bị bắn rơi và báo cáo tọa độ của họ. Sau khi được sửa chữa tạm thời tại Oran, nó được kéo quay trở về đến Norfolk vào ngày 26 tháng 10.

### 1944
Sau khi hoàn tất việc sửa chữa, Kendrick thực hiện một chuyến đi khứ hồi đến Anh Quốc trước khi lên đường vào ngày 18 tháng 2 năm 1944 hộ tống một đoàn tàu vận tải. Đi đến Oran vào ngày 5 tháng 3, nó chuẩn bị để hoạt động tuần tra và bảo vệ, rồi tham gia lực lượng hộ tống cho chiếc tàu tuần dương hạng nhẹ Philadelphia. Trong gần ba tháng, nó bắn hỏa lực hỗ trợ cho cuộc tiến quân của lực lượng trên bờ dọc theo bán đảo nước Ý; và sau khi Rome được giải phóng, nó tiếp tục hỗ trợ cho cuộc tấn công của Đồng Minh lên miền Bắc nước này.
Kendrick rời Palermo vào ngày 12 tháng 8 để tham gia Chiến dịch Dragoon, cuộc đổ bộ lên miền Nam nước Pháp. Nằm trong thành phần Lực lượng Bắn phá Pháp-Hoa Kỳ dưới quyền Chuẩn đô đốc Morton Deyo, nó bắn pháo hỗ trợ trực tiếp cho Sư đoàn 36 Bộ binh tấn công lên bãi đổ bộ vào ngày 15 tháng 8, giúp vô hiệu hóa các khẩu đội pháo 88 mm của Đức trong các ngày 15-16 tháng 8, và bắn phá các vị trí đặt pháo và kho đạn đối phương tại St. Madrier, Pháp từ ngày 25 đến ngày 26 tháng 8. Sau khi hoàn tất các nhiệm vụ trên, nó lên đường quay trở về Hoa Kỳ, về đến Boston, Massachusetts vào ngày 19 tháng 9. Nó hộ tống một đoàn tàu vận tải đi sang khu vực Địa Trung Hải vào giữa tháng 11 trước khi quay trở về New York vào ngày 15 tháng 12.

### 1945
Kendrick tham gia một đoàn tàu vận tải và lại khởi hành từ Norfolk vào ngày 6 tháng 1 năm 1945, nhận nhiệm vụ cùng Đệ Bát hạm đội Hoa Kỳ vào ngày 18 tháng 1. Trong bốn tháng tiếp theo sau, nó làm nhiệm vụ giải cứu không-biển, hộ tống, bắn hỏa lực hỗ trợ và tuần tra tại Địa Trung Hải trong khi cuộc chiến tại châu Âu đi vào giai đoạn kết thúc. Nó rời Oran vào ngày 15 tháng 5 cùng một đoàn tàu vận tải và về đến New York tám ngày sau đó. Sau một đợt sửa chữa tại New York và huấn luyện ôn tập tại vùng biển Cuba, chiếc tàu khu trục băng qua kênh đào Panama, và đi đến Trân Châu Cảng vào ngày 28 tháng 8 ngang qua San Diego, California. Nó tham gia các hoạt động thực tập huấn luyện ngoài khơi Hawaii cho đến khi quay trở về Charleston, South Carolina vào ngày 16 tháng 10.
Kendrick tiếp tục ở lại Charleston cho đến khi nó được cho xuất biên chế và gia nhập Hạm đội Dự bị Đại Tây Dương tại Orange, Texas vào ngày 31 tháng 3 năm 1947. Tên nó được cho rút khỏi danh sách Đăng bạ Hải quân vào ngày 1 tháng 5 năm 1966, và lườn tàu được sử dụng trong thử nghiệm phá hủy ngoài biển khơi bởi David Taylor Model Basin.

## Phần thưởng
Kendrick được tặng thưởng ba Ngôi sao Chiến trận do thành tích phục vụ trong Thế Chiến II.